# Zorgzwaartepakket
In de gezondheidszorg in Nederland was tot 2015 het zorgzwaartepakket (ZZP) een door het Centrum Indicatiestelling Zorg (CIZ) afgegeven beoordeling waarmee een patiënt recht kreeg op opname in een verpleeghuis, verzorgingshuis, ggz-instelling (geestelijke gezondheidszorg) of gz-instelling (gehandicaptenzorg). Men zei dat de patiënt een indicatie heeft gekregen voor de betreffende zorg. Deze ZZP's waren genummerd. 

## Beschrijving van de regeling
De zorg werd gefinancierd vanuit de Algemene Wet Bijzondere Ziektekosten (AWBZ). Elk ZZP was bedoeld voor een patiëntengroep met een specifieke aandoening of ziektebeeld. Aan elk ZZP hing een vast bedrag dat kon worden gedeclareerd door de instelling waar de patiënt is opgenomen. Om het ZZP te kunnen declareren bij en vergoed te krijgen door het zorgkantoor, moesten zorginstellingen aan een aantal administratieve verplichtingen voldoen, zoals het (digitaal) melden dat een patiënt is opgenomen, tijdelijk in het ziekenhuis ligt, etc. Voor dit berichtenverkeer was een landelijke standaard ontwikkeld: AZR (AWBZ-brede zorgregistratie).
Het ZZP was een uitvloeisel van het vergoedingssysteem Zorgzwaartebekostiging intramuraal (ZZBI) en beoogde onder meer de verkorting van nodeloze leegstand van bedden, kosteneffectiviteit en de concentratie van patiënten die samen qua hulpvraag een min of meer homogene groep vormen. Hiermee werd beoogd te kunnen bezuinigen, zonder direct de zorg dan wel het zorgaanbod te veranderen. Vóór de invoering van het ZZP kregen instellingen een vastgesteld bedrag per bed. Hierdoor ontvingen de instellingen een vaste financiële vergoeding, die los stond van de bezetting of een eventueel herstel van de patiënten.
Indicaties voor een langere termijn werden vooral afgegeven voor mensen die geen zicht hebben op enige verbetering. De aanvragen bestonden uit soms lange formulieren, en gingen gepaard met de aanvraag van verklaringen van medici en dergelijke.
In de sector Verpleging & Verzorging waren er voor nieuwe gevallen twee zorgzwaartepakketten:
- ZZP 4 VV Beschut wonen met intensieve begeleiding en uitgebreide verzorging
- ZZP 5 VV Beschermd wonen met intensieve dementiezorg

De minder zware waren afgeschaft, dat wil zeggen, de betreffende personen werden geacht thuis te kunnen blijven wonen, met thuiszorg.
Zorgaanbieders konden van het CIZ een mandaat krijgen om bepaalde standaardvormen van indicatiestelling voor te bereiden. Soms deed zich daarbij upcoding voor. Dit hield in dat een zorgaanbieder de zorgbehoefte van de cliënt zwaarder voorstelde dan in werkelijkheid het geval was. Het CIZ probeerde dit tegen te gaan.

## Opvolger
In 2015 werd het zorgzwaartepakket afgeschaft en voor nieuwe gevallen niet meer afgegeven. Sinds 2015 vallen indicaties voor verblijf onder de Wet langdurige zorg (Wlz). Het CIZ geeft bij de indicatie een zorgprofiel af: een globale omschrijving van de benodigde zorg.